# Docklands
För andra betydelser, se Docklands (olika betydelser).

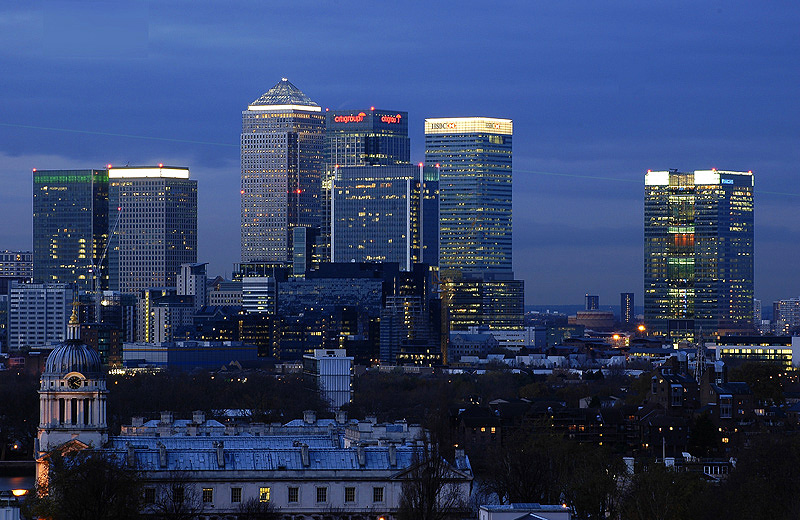
Canary Wharf i The Docklands

The Docklands, stort område vid Themsen i östra London, England. Idag kännetecknas Docklands av omfattande kontorsbebyggelse med flera skyskrapor (bland annat Canada Tower, även One Canada Square), men tidigare har området utgjort kärnan av Londons hamnanläggningar, med en rad dockor som byggdes för att stänga ute tidvattnet. Förutom torrdockor fanns våtdockor (wet docks) där båtar lastades av och på och skeppsvarv (dockyards). En del av Docklands ligger på halvön Isle of Dogs.

## Utveckling
Under romartiden och medeltiden anlade skepp vid små kajer i dagens City of London eller Southwark. Problem med bland annat tjuvar och plats gjorde att Howland Great Dock i Rotherhithe byggdes 1696. Hamnen blev en stor framgång kommersiellt och lade grunden för ytterligare hamnar där även skeppsvarv och stora lagerhallar etablerades. 1802 stod West India Docks klar och följdes av London (1805), East India Docks (1805), Surrey Docks (1807), Regent's Canal Dock (1820), St Katharine Docks (1828) och West India South Docks (1829). Ny hamnar följde i Royal Victoria Dock (1855), Millwall Dock (1868) och Royal Albert Dock (1880). Den sista hamnen blev King George V Dock år 1921.
De olika hamnarna kom ofta att specialisera sig på olika produkter, till exempel Surrey Docks arbetade främst med timmer och Millwall Dock tog hand om spannmål och St. Katharine tog hand om bomull, socker och gummi. Arbetarna valdes ut på daglig basis av förmän som fördelade arbetet, en ordning som kvar kvar till 1965.
Från början byggdes och drevs hamnarna av olika privata bolag men 1909 tog Port of London Authority hand om all drift för att effektivisera verksamheten och förbättra relationen mellan arbetsgivare och arbetstagare. Nazitysklands bombningar under andra världskriget förstörde stora delar av området som återuppbyggdes på 1950-talet och fick en ny blomstringsperiod. 1960-talets containerrevolution betydde slutet för Londons centralare hamnar när de nya stora containerfartygen inte kunde anlägga i Docklands. Londons hamn förlorade i konkurrensen med Tilbury och Felixstowe. 1960–1980 stängdes alla hamnar när verksamheten flyttades längre ut mot Nordsjön.
1981 bildades London Docklands Development Corporation (LDDC) på initiativ av regeringen för att vidareutveckla området. Det innebär en massiv förändring av området med bland annat Canary Wharfs skyskrapor som bildade ett andra finansdistrikt i London. Området fick också förbättrade kommunikationer när Docklands Light Railway byggdes.